# Cugnoli
Cugnoli község (comune) Olaszország Abruzzo régiójában, Pescara megyében.

## Fekvése
A megye központi részén fekszik. Határai: Alanno, Catignano, Civitaquana, Nocciano és Pietranico.

## Története
Első említése 1173-ból származik. A következő századokban nemesi birtok volt. Önálló községgé a 19. század elején vált, amikor a Nápolyi Királyságban felszámolták a feudalizmust.

## Népessége
A népesség számának alakulása:

## Főbb látnivalói
- Santo Stefano-templom – a 13. században épült